# Esperanza (Paysandú)
Esperanza o Parada Esperanza es una localidad uruguaya del departamento de Paysandú, y forma parte del municipio de Porvenir.
Fue elevada a la categoría de pueblo por ley 13044 del 5 de abril de 1962.
Es una parada de AFE correspondiente al km 467 del ramal de la vía férrea Salto - Paso de los Toros.

## Geografía
La localidad se encuentra ubicada 15 km al este de la capital departamental Paysandú y dentro de su zona suburbana, sobre la cuchilla del Rabón, próximo al arroyo Sacra y sobre el kilómetro 15 de la ruta 90.  
Forma parte del municipio sanducero de Porvenir.
Esperanza cuenta con la Escuela Nº 58 y de dicho pueblo es el equipo de fútbol Esperanza Fútbol Club con reciente participación en la Divisional A de Paysandú.

## Población
Según el censo de 2011 la localidad contaba con una población de 340 habitantes.
| 60            | 123 | 151 | 144 | 145 | 340 |
| (Fuente: INE) |     |     |     |     |     |